# Michael Turtur
Michael Turtur, född den 2 juli 1958 i Adelaide, Australien, är en australisk tävlingscyklist som tog OS-guld i lagförföljelsen vid olympiska sommarspelen 1984 i Los Angeles.